# Commoptera ecitonis
Commoptera ecitonis är en tvåvingeart som beskrevs av Borgmeier 1971. Commoptera ecitonis ingår i släktet Commoptera och familjen puckelflugor. Inga underarter finns listade i Catalogue of Life.